# Щепцов Дмитро Володимирович
Дмитро́ Володи́мирович Щепцо́в (19 січня 1977 — 24 квітня 2018) — підполковник ВМС України, учасник російсько-української війни.

## Життєпис
Народився 1977 року в місті Севастополь; мешкав у житловому масиві Балаклава. 1998 року закінчив ЧВВМУ ім. Нахімова, проходив службу в Севастополі.
Навесні 2014 року, під час захоплення Криму російськими військами, на зборах штабу ВМС України закликав офіцерів зберегти честь та вірність присязі. Після спроби анексії півострова брати підполковник Дмитро та капітан 2-го рангу Олександр Щепцов, виїхали на материкову Україну й далі служили в Одесі.
Підполковник, старший офіцер відділу замовлень морської зброї, РТО та навігаційної техніки управління кораблебудування; командування ВМС ЗС України. Неодноразово виконував завдання на території проведення боїв — зокрема в районі ДАП та Дебальцевого. Останнім часом перебував на Донеччині, де працював в СЦКК.
24 квітня 2018 року помер під час несення служби в місті Соледар (Бахмутський район) внаслідок ішемічного інсульту.
27 квітня з підполковником Щепцовим попрощались в Одесі.
Без Дмитра лишились батьки, брат, дружина та троє дітей — два сини і донька (старший син Олександр також служить в ЗСУ).
Молодший син Володимир — учасник бойових дій 2022 року. Брав участь в обороні Києва та Харкова. 11.03.22 був поранений під час артилерійського обстрілу.

## Нагороди та вшанування
- указом Президента України № 26/2019 від 31 січня 2019 року «за особисту мужність і самовіддані дії, виявлені у захисті державного суверенітету та територіальної цілісності України, зразкового виконання військового обов'язку» — нагороджений орденом Данила Галицького (посмертно)[1]